# Nordgaardia
Nordgaardia is een mosdiertjesgeslacht uit de familie van de Bugulidae en de orde Cheilostomatida

## Soorten
- Nordgaardia cornucopioides d'Hondt, 1983
- Nordgaardia pusilla  (Nordgaard, 1907)